# Jan Peter Pellemans
Johannes Pieter (Jan Peter) Pellemans (Velsen, 2 oktober 1961) is een Nederlandse televisiepersoonlijkheid.

## Biografie

### Jeugd en opleiding
Pellemans werd geboren als oudste zoon van het gezin en groeide op in Velsen. Hij bezocht daar het Gymnasium Felisenum en studeerde aansluitend geschiedenis aan de Universiteit van Amsterdam. Hij studeerde Nederlands aan de Hogeschool en de Vrije Universiteit van Amsterdam.

### Carrière
Pellemans begon in 1991 zijn loopbaan als communicatietrainer voor VU Bedrijfstrainingen in Haarlem. Hierna werd hij in 1996 samen met Paula Conaghan eigenaar van Pellemans & Conaghan. Hij verzorgde communicatietrainingen, teambuildingsevenementen en bedrijfsfilms.
Daarna werd hij (eind)redacteur, regisseur van de programma's Cash Cab, Bij Yerli, De grootste royaltykenner van Nederland, Waarom ben ik zo ...? en sinds 1999 kandidaten- en presentatiecoach voor televisieprogramma's, waaronder Wie is de Mol? en Taxi XI. Sinds 2005 is hij jurylid, voice-over en sidekick bij de televisiequiz Lingo, waarbij hij steevast "JP" genoemd wordt. Hij is daarnaast actief als dagvoorzitter en communicatietrainer. Hij ontwikkelde het tv-programma De Tafel van Taal (2016), dat werd gepresenteerd door Margriet van der Linden en later door Thomas van Luyn.

## Tv-programma's en bedrijfsfilms
- 1999 - LandsMEER bereikbaar (productie)
- 1999-2000 - Parels van het Parket (productie)
- 2000-heden - Wie is de Mol? (redactie)
- 2001-2006 - Taxi IX (regie)
- 2001 - Goeie Zaken (eindredactie)
- 2001 - BNN ik in Beeld (eindredactie)
- 2002 - Missie Antarctica (redactie)
- 2002 - The BWL Show (productie)
- 2002 - Baker & McKenzie (productie)
- 2002 - On the Ball (productie)
- 2003 - Hoe doet de Dageraad dat? (productie)
- 2003 - HRM services Uniform (eindredactie)
- 2003 - I love... (presentatiecoach)
- 2003 - Missie Kilimanjaro (redactie)
- 2004 - I love the 70’s (presentatiecoach)
- 2005-2014, 2019- Lingo (voice-over)
- 2006 - Sterren dansen op het ijs (presentatiecoach)
- 2006-2007 - Het Blok (kandidatencoach)
- 2006 - BNN Cash Cab (regie)
- 2007 - Cleverland (presentatie)
- 2007 - Die is ... de Mol (redactie),
- 2007 - Aan de Bak (presentatiecoach)
- 2007 - De Verbeelding (presentatie)
- 2007 - Bijna Beroemd (presentatiecoach)
- 2007 - My Best Friends (presentatiecoach)
- 2007-2008 - 24 Uur met... (redactie)
- 2008 - Thank God it’s Friday (celebrity booker)
- 2008 - Bij Yerli (eindredactie)
- 2009 - De Bubbel (celebrity booker)
- 2010 - De Grootste Royaltykenner van Nederland (eindredactie)
- 2010 - De Jong speelt met acteurs (eindredactie)
- 2010 - Waarom ben ik zo ..? (eindredactie)
- 2010 - Uitreiking Gouden Kalveren (eindredactie)
- 2016 - De Tafel van Taal (eindredactie)
- 2018-2020 - De S.P.E.L.show (voice-over)
- 2025 - De Cirkel (bedenker)